# ناحیه خراطه
ناحیه خراطه (به عربی: دائرة خراطة) یک ناحیه در الجزایر است که در استان بجایه واقع شده‌است.